# Sichuanosuchus
Sichuanosuchus is een geslacht van uitgestorven Crocodylomorpha uit het Laat-Jura en mogelijk het Vroeg-Krijt van China.
De typesoort Sichuanosuchus huidongensis werd in 1995 benoemd door Peng. De geslachtsnaam verwijst naar Sichuan. De soortaanduiding verwijst naar de vindplaats langs de weg naar de stad Huidong.
Het holotype ZDM 3403 is gevonden in een laag van de Shangshaximiaoformatie. Het bestaat uit een skelet met schedel.
In 1997 werd door Wu een tweede soort benoemd: Sichuanosuchus shuhanensis. De soortaanduiding verwijst naar Shuhan, een oude naam voor Sichuan uit de romantische periode van de Drie Koninkrijken. Het holotype is IVPP V10594, een schedel met onderkaken.
Poll en Norell (2004) vonden Sichuanosuchus als zustersoort van Shantungosuchus + Zosuchus op basis van de aanwezigheid van een ventraal afgebogen achterste gebied van de mandibulaire rami. Buscalioni (2017) vond Sichuanosuchus als zustersoort van Shantungosuchus, Zosuchus + Shartegosuchidae en Dollman et alii (2018) gingen verder door Shartegosuchoidea op te richten voor de clade gevormd door Shartegosuchidae, Sichuanosuchus, Zosuchus en Shantungosuchus.